# Фекеєнь (комуна)
Фекеєнь, Фекеєні (рум. Făcăeni) — комуна у повіті Яломіца в Румунії. До складу комуни входять такі села (дані про населення за 2002 рік):
- Прогресу (717 осіб)
- Фекеєнь (5236 осіб) — адміністративний центр комуни

Комуна розташована на відстані 143 км на схід від Бухареста, 41 км на схід від Слобозії, 73 км на північний захід від Констанци, 96 км на південь від Галаца.

## Населення
За даними перепису населення 2002 року у комуні проживали 5953 особи.
Національний склад населення комуни:
| Національність   | Кількість осіб | Відсоток |
| ---------------- | -------------- | -------- |
| румуни           | 5914           | 99,3%    |
| цигани           | 26             | 0,4%     |
| росіяни-липовани | 8              | 0,1%     |
| угорці           | 4              | 0,1%     |
| німці            | 1              | < 0,1%   |

Рідною мовою назвали:
| Мова      | Кількість осіб | Відсоток |
| --------- | -------------- | -------- |
| румунська | 5945           | 99,9%    |
| російська | 5              | 0,1%     |
| угорська  | 2              | < 0,1%   |
| німецька  | 1              | < 0,1%   |

Склад населення комуни за віросповіданням:
| Релігія            | Кількість осіб | Відсоток |
| ------------------ | -------------- | -------- |
| православні        | 5794           | 97,3%    |
| адвентисти         | 150            | 2,5%     |
| римо-католики      | 4              | 0,1%     |
| мусульмани         | 2              | < 0,1%   |
| бретрени           | 2              | < 0,1%   |
| не вказали релігію | 1              | < 0,1%   |